# Igal (Hungria)
Igal é uma cidade da Hungria, situada no condado de Somogy. Tem 36,06 km² de área e sua população em 2019 foi estimada em 1.305 habitantes.